# Дом со змеями
Дом со змеями и каштанами (доходный дом С. Чоколовой) — здание в стиле европейского модерна в Киеве по адресу Большая Житомирская улица, № 32. Дом построен в 1911—1912 годах по заказу владелицы участка С. Чоколовой. Автором проекта является архитектор Игнатий Ледоховский, который наряду с архитектором Владиславом Городецким считается основателем школы киевского модерна. Имеет статус памятника архитектуры и монументального искусства местного значения. Находится в аварийном состоянии.
Ныне четырехэтажный, первоначально дом был в три этажа, с чердачным помещением над входом. Четвертый этаж надстроили после 1945 года, тогда же был уничтожен волнообразный аттик.
Здание получило обиходное название «Дом со змеями и каштанами» или просто «Дом со змеями» — по скульптурной композиции с пресмыкающимися, поддерживающих балкон на фасаде и орнаменты из листьев каштанов на лепнине.